# Erich Puch
Erich Puch (* 18. März 1912; † Mai 1956) war ein deutscher Marathonläufer.
1938 wurde er Zweiter bei den Deutschen Meisterschaften in 2:39:03 h und Fünfter bei den Leichtathletik-Europameisterschaften in Paris in 2:45:09 h.
1940 wurde er in 2:35:04 h Deutscher Marathon-Meister. Bei den Deutschen Meisterschaften 1941 wurde er mit seiner persönlichen Bestzeit von 2:35:00 h Dritter.
Erich Puch startete bis 1940 für den VfL Potsdamer Sportfreunde und 1941 für die SG Posen. Er verunglückte tödlich auf einer Zugfahrt von Frankfurt am Main nach Lindau.